# Villanueva de Alcorón
Villanueva de Alcorón ist ein Ort und eine Gemeinde (municipio) mit 148 Einwohnern (Stand: 2024) im Südwesten der Provinz Guadalajara in der Autonomen Gemeinschaft Kastilien-La Mancha.

## Lage und Klima
Villanueva de Alcorón liegt in einer Höhe von ca. 1300 m in der Kulturlandschaft der Alcarria. Die Entfernung zur westsüdwestlich gelegenen Provinzhauptstadt Guadalajara beträgt ca. 80 Kilometer (Fahrtstrecke). Das Klima ist gemäßigt bis warm; Regen (590 mm/Jahr) fällt übers Jahr verteilt.

## Bevölkerungsentwicklung
| Jahr      | 1970 | 1981 | 1991 | 2001 | 2011 | 2021 |
| Einwohner | 590  | 379  | 336  | 259  | 189  | 138  |

## Sehenswürdigkeiten

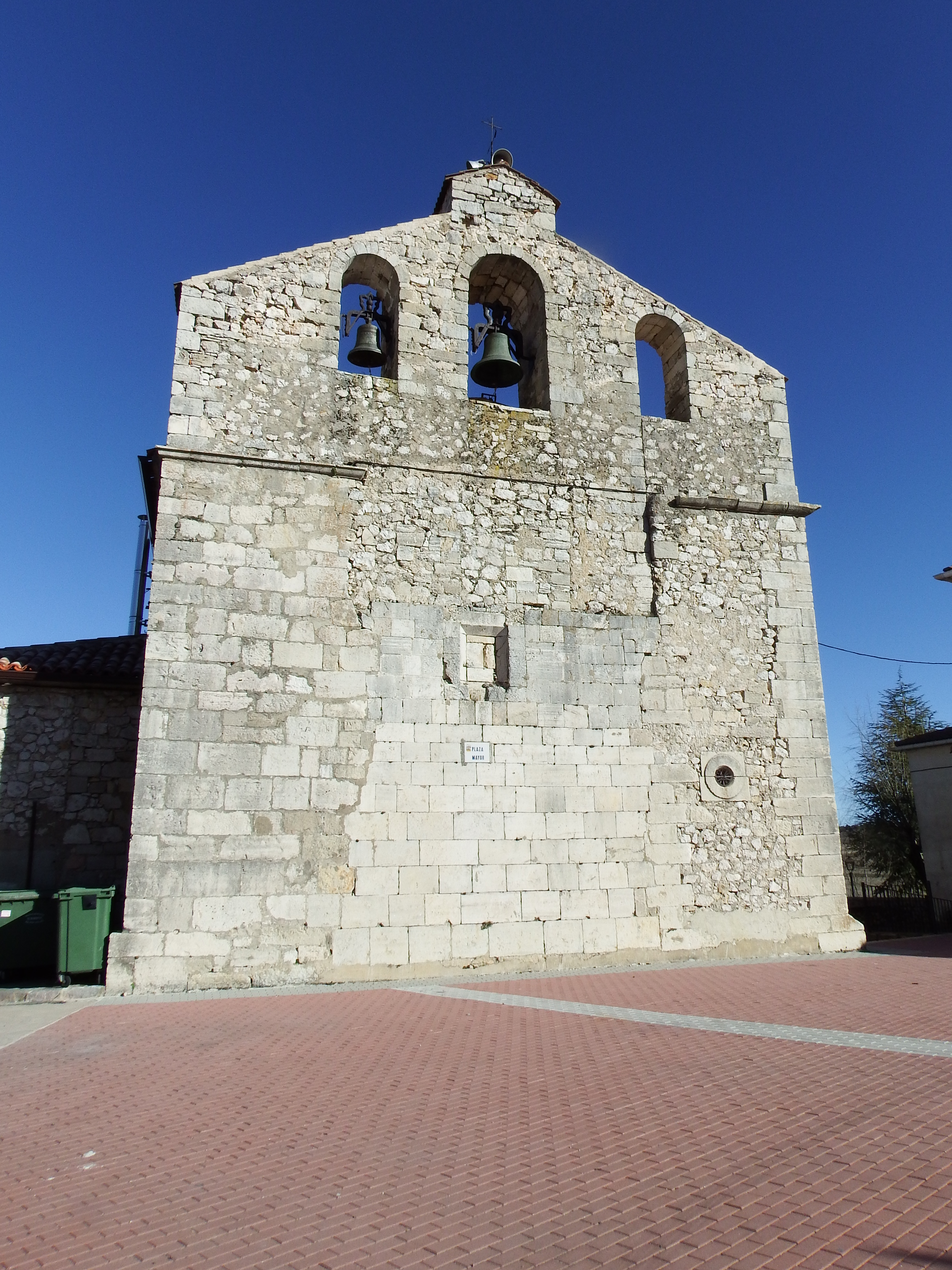
Kirche
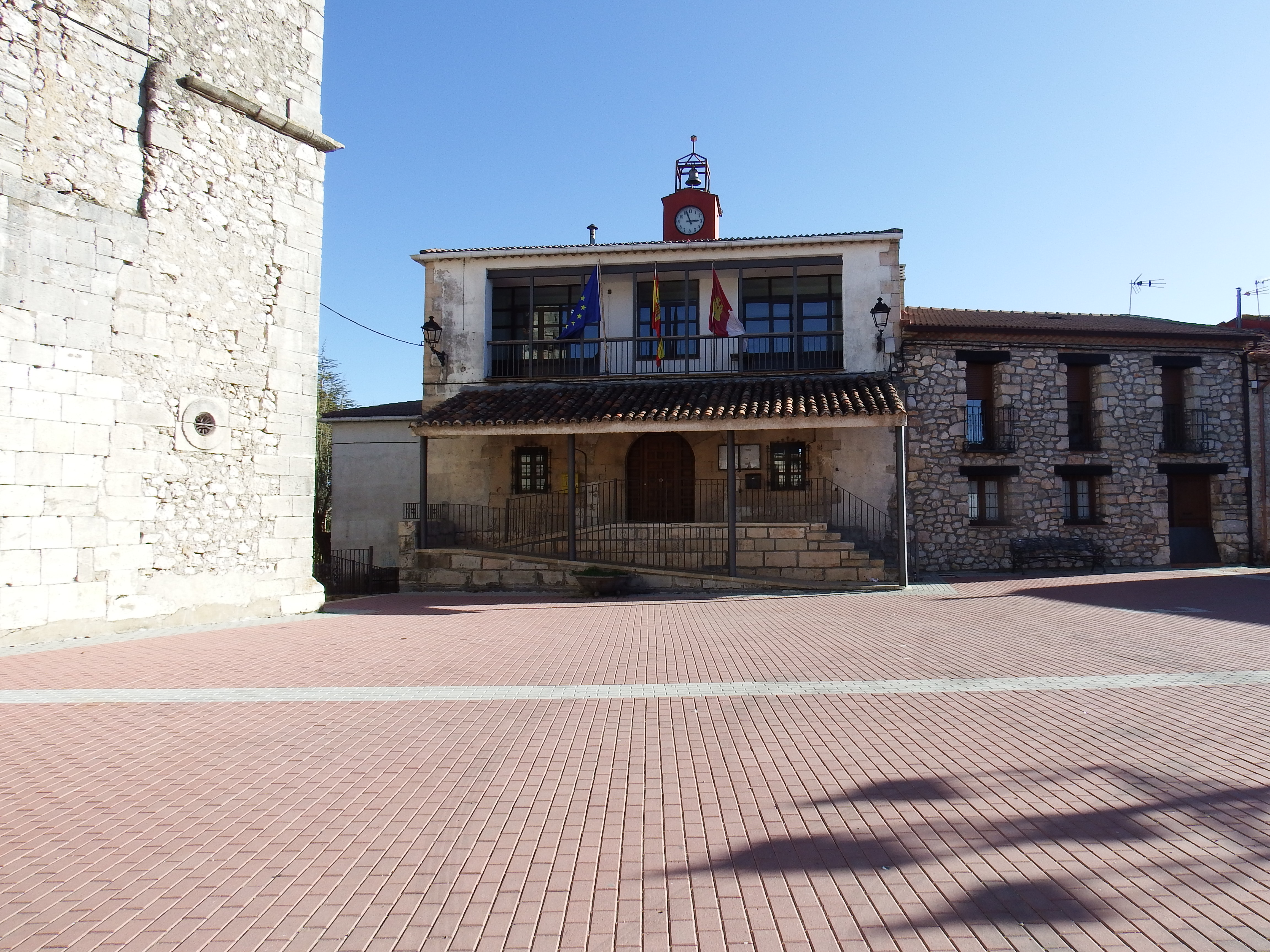
Rathaus

- Kirche
- Rathaus